# 香港培正小學
香港培正小學（英語：Pui Ching Primary School）是香港九龍何文田的一所小學，由香港浸信會聯會創辦，位於窩打老道80號，其校色分為紅色、藍色。

## 校政管理

### 歷任校監[1]
- 林子豐博士（1958－1959年、1965年）
- 譚希天（1960年）
- 黃汝光（1961－1964年、1966－1980年）
- 張彬彬（1981－1984年、1987－1989年）
- 林思顯（1985－1986年）
- 楊國雄（1990－2004年）
- 何建宗博士（2005－2010年）
- 陳之望（2010年－2018年）
- 王寧添（現任）（2018年至今）

### 歷任校長[1]
- 黃啟明（1933 - 1939 年）
- 楊元勳（1939 - 1942 年）
- 馮棠（1946 - 1950 年）
- 林子豐（1950 - 1965 年）
- 李孟標（1965 - 1974 年）
- 林英豪（1974 - 1985 年）
- 李仕浣（1984 - 2011 年）
- 張廣德（2011 年 - 2020 年）
- 葉展漢（現任）（2020 年 - 至今）

## 學校標識

### 校色
校色分為紅色和藍色，學生們被稱為「紅藍兒女」，而學校的優良傳統被校友們稱為「紅藍精神」。
- 紅色：代表澎湃的熱情，火熱的心，特別是基督的愛心—感性。
- 藍色：代表冷靜機智，遇到的思考和策劃，避免衝動和魯莽—理性。

### 校訓
至善至正
|                                  | 我所命爾之言，當聽而守之，致行爾 神耶和華所視為善為正者，而享福祉，爰及子孫，歷世靡暨。 |
| ——聖經文理和合本《申命記》12：28 |                                                                                         |

|                               | 耶和華乃善乃正，故以道示罪人兮。 |
| ——聖經文理和合本《詩篇》25：8 |                                  |

### 校歌
目前廣州、香港、澳門此三地的學校一般只唱誦第二版校歌的第一段，港澳分校一直以粵語唱誦。廣州培正在1984年獲當局復名後被換成了普通話，直至2009年才恢復廣州話。

#### 第二版
|  | 培正培正何光榮，教育生涯慘淡營。 培後進兮其素志，正軌道兮樹風聲。 萬千氣象方蓬勃，鼓鑄群才備請纓。 愛我培正謨謀遠，永為真理之干城。 永為真理之干城。 |

## 歷史
- 1889年11月28日，廣州浸信會中的華人牧師於秉正街創辦基督教書院，定名「培正書院」。成為廣州培正中學的雛型。
- 1933年，私立廣州培正中學校長黃啟明及校董林子豐、王國璇與譚希天在香港何文田購地五萬餘方呎興建校舍，最初祗設小學。
- 1935年，增辦初中部。
- 1940年, 增辦高中部。
- 1937年，蘆溝橋事變爆發，黃啟明校長率廣州培正中學員生由廣州遷到鶴山城。
- 1941年，太平洋戰爭爆發，香港培正中學被迫停辦。於1945年李孟標先生暫借九龍塘學校復課。翌年，英軍發還校舍，學生人數漸增至千多人。
- 1975年，校監黃汝光獲選為世界浸信會聯會會長，任期五年。
- 1975年，中學部接受政府資助，轉變為資助中學。1978年9月起正式成為完全資助學校（Fully-Aided School）。
- 1984年，中、小學各自獨立，中學為政府資助之「香港培正中學」，小學及幼稚園則為私立「香港培正小學」。校門有二：一臨窩打老道，一臨培正道。
- 1998年，輝社校友崔琦教授獲得本屆諾貝爾物理學獎。同年，時任中共中央總書記江澤民夫人王冶平蒞臨幼稚園結業禮暨遊藝會。
- 2009年，培正創校一百二十周年，時任特首曾蔭權親臨主持開幕禮。前政務司司長唐英年、鍾景輝博士、何鍾泰先生、吳清輝博士、響尾蛇飛彈發明者吳宣倫博士等校友出席創校120周年之校慶聚餐，場面熱鬧。
- 2011年，英國威塞克斯伯爵愛德華王子於11月3日到校訪問及參與多項活動，欣賞培正中學中樂團表演。
- 2014年，時任立法會主席曾鈺成擔任創校125周年及錢涵洲紀念樓開幕典禮主禮嘉賓。
- 2019年，爆出學生及訓導集體欺凌醜聞。後被證實為有關家長失實宣揚事件。

## 班別
在最多學生的時代，每級可分為信、望、愛、光、善、正、真、誠、忠、毅、共十班。隨學位減少，現六年級只餘七班（信、望、愛、光、善、正、真），三至五年級只餘八班（信、望、愛、光、善、正、真、誠），而一至二年級就有九班（信、望、愛、光、善、正、真、誠、忠） （页面存档备份，存于）。而現在幼稚園則有信、望、愛、光、善、正、真、誠、忠、毅十班。

## 級社
成立級社乃培正的傳統，每一個畢業班年級皆於小五年級成立級社，社名由穗、港、澳三地的培正學生投票決定，社旗由港澳學生以習作方式輪流設計。設立級社的目的是要薪火相傳，並聯繫畢業後的舊生，使聚首一堂。

| - 1920年級 - 1921年級 - 1922年級 - 1923年級 - 1924 群社 - 1924 兌社(師範班) - 1925 勵社 - 1926 奮志社 - 1927 會仁社 - 1928 樂群社 - 1929 集益社 - 1930 敬業社 - 1931 競社 - 1932 善群社 - 1933 奮社 - 1934 蔭社 - 1935 覺社 - 1936 翔社 - 1937 藝群社 - 1938 融社 - 1939 鵬社 | - 1940 毓社 - 1941 磐社 - 1942 斌社 - 1943 鋒社 - 1944 昭社 - 1945 毅社 - 1946 雁社 - 1947 虹社 - 1948 建社 - 1949 堅社 - 1950 弘社 - 1951 明社 - 1952 偉社 - 1953 誠社 - 1954 匡社 - 1955 忠社 - 1956 瑩社 - 1957 輝社 - 1958 銳社 - 1959 光社 | - 1960 正社 - 1961 善社 - 1962 旭社 - 1963 真社 - 1964 協社 - 1965 耀社 - 1966 皓社 - 1967 恆社 - 1968 仁社 - 1969 昇社 - 1970 謙社 - 1971 剛社 - 1972 賢社 - 1973 勤社 - 1974 基社 - 1975 昕社 - 1976 捷社/敏社 - 1977 傑社 - 1978 英社 - 1979 榮社 | - 1980 穎社 - 1981 勁社 - 1982 駿社 - 1983 凱社 - 1984 智社 - 1985 博社 - 1986 晶社 - 1987 德社 - 1988 曦社 - 1989 禮社 - 1990 騰社 - 1991 勇社 - 1992 義社 - 1993 學社 - 1994 頌社 - 1995 健社 - 1996 頤社 - 1997 啟社 - 1998 鷹社 - 1999 樂社 | - 2000 展社 - 2001 慧社 - 2002 亮社 - 2003 信社 - 2004 雄社 - 2005 廉社 - 2006 禧社 - 2007 驁社 - 2008 希社 - 2009 軒社 - 2010 迪社 - 2012 卓社 - 2013 翹社 - 2014 雋社 - 2015 哲社 - 2016 創社 - 2017 愛社 - 2018 臻社 - 2019 君社 - 2020 奕社 | - 2021 盛社 - 2022 潔社 - 2023 悦社 - 2024 恩社 - 2025 安社 - 2026 超社 - 2027 崇社 - 2028 康社 - 2029 望社 - 2030 陽社 - 2031 良社 |

## 著名校友

### 學術界
- 崔琦：諾貝爾物理獎得主 (1998年)、列入《美國科學名人錄》、物理學家、數學家
- 梁宗岱：詩人、翻譯家、北京大學、清華大學、中山大學任教授、廣州外國語學院 (現廣東外語外貿大學) 法語教授
- 蕭蔭堂：前美國哈佛大學數學系主任
- 丘成桐：數學家、數學界最高榮譽菲爾茲獎得主、哈佛大學數學系教授
- 吳清輝：前香港浸會大學校長、北京師範大學香港浸會大學聯合國際學院校長、香港區人大代表，曾任立法會議員
- 吳宣倫：前美國柏克萊加州大學講師[來源請求]、物理學家[來源請求]、發明家[來源請求]、國際傳道人、響尾蛇飛彈發明者[來源請求]、参予研製全球第一部手提電子計算器[來源請求]
- 王世榮：著名數學家、數學界最高榮譽菲爾茲獎評委、香港大學、香港科技大學、香港城市大學名譽教授
- 卓以和：美國貝爾實驗室半導體研究室主任。院士: 美國國家科學院、中央研究院、中國科學院
- 何沛雄：香港大學中文系名譽教授、珠海書院中國文學研究所所長暨中文系主任
- 何建宗：前香港培正中學校監、綠色力量會長、銅紫荊星章得主、知名生態學家
- 謝志偉，GBS，CBE，JP：前香港浸會大學校長
- 郭新：香港大學理學院院長、著名天文學家
- 鄭紹遠：香港科技大學理學院院長、著名數學家
- 吳家瑋：香港科技大學創校校長
- 沈呂九：著名物理學家、美國國家科學院及中央研究院院士
- 吳仙標：前美國德拉瓦州副州長、前美國德拉瓦大學教授
- 丁新豹：香港中文大學歷史系名譽高級研究員[3]
- 郭少棠：香港中文大學歷史系教授（1958年小六）[4]

### 政界
- 白韞六，SBS，IDSM：前入境事務處處長、廉政專員、香港足球總會三位獨立董事之一
- 陳國基，SBS，IDSM，JP：現任政務司司長，前入境事務處處長
- 張鑑泉，CBE，JP：已故香港立法局議員
- 陳百里：香港政治人物、商務及經濟發展局副局長[5]
- 朱牧民：美籍香港人社群領袖
- 吳寶強：九龍城區議會副主席

### 工商界
- 周松崗，GBS，JP：國際企業行政管理人士、現任香港交易及結算所有限公司董事會主席、現任行政會議非官守成員、前港鐵公司 (前地鐵公司) 行政總裁（1962年小六）[6]
- 何鍾泰，SBS，MBE，JP：工程師、香港立法會議員、中國全國人民代表大會香港區代表[7]（1952年小六）[8]
- 謝仕榮：友邦保險集團亞太區總裁
- 顧明鈞：香港著名商人、南太電子集團創辦人、慈善家
- 何厚煌：恆生銀行創辦人何添後人、香港威事利公司董事、弘海投資公司董事長
- 趙世曾：商人、建築師
- 何鴻毅，JP：何東爵士之孫、何鴻毅家族基金創辦人
- 林秀棠：商人
- 陳國強：電視廣播有限公司前主席
- 梁泳釗：商人
- 何壽南：商人、著名馬主
- 孫啟烈，BBS，JP：香港工業總會主席、建樂士企業有限公司董事長、建業五金塑料廠有限公司董事長、浙江省政協委員、寧波市政協常委、自由黨及經濟動力成員
- 黎姿：卓珈控股負責人，前無線電視藝員
- 查懋德：興勝創建主席兼非執行董事（1964年小六）[9]
- 林思顯：已故香港銀行家及教育家
- 謝宏中：前恆美廣告公司亞洲區主席（1956年小六）[10]

### 教育界
- 屈啟秋：前新亞中學校長（1962年小六）[6]
- 梅浩求：前中華基督教會蒙民偉書院校長（1961年小六）[11]

### 建築及測量界
- 何弢：建築師、前港事顧問、香港區旗和香港區徽設計師、香港藝術中心發起人
- 劉詩韻：香港測量師學會會長
- 周聯僑：香港建造業總工會理事長

### 醫學界
- 張大釗，MBE：前中醫藥發展委員會主席
- 梁宗存：著名呼吸系統科專科醫生
- 曾英美：著名兒科專科醫生
- 陳子敏：著名臨床腫瘤科專科醫生
- 林凝芷：著名臨床婦產科專科醫生
- 陳以天：著名血液及血液腫瘤科專科醫生
- 鄔維庸：已故心臟科專科醫生[12]

### 文藝界
- 羅乃新：香港鋼琴演奏家（1959年小六）[13][14]
- 林小湛：香港女演員（1952年小六）[8]
- 馬思聰：音樂家、前中央音樂學院院長
- 鍾景輝，SBS：資深香港舞臺劇演員和導演、戲劇教育家、電視製作人、電視劇演員及電視節目主持
- 顧嘉煇，GBS，BBS，MBE：資深音樂家，被稱为华人歌坛之父、大英帝國勳章、銅紫荊星章及金紫荊星章得主
- 王晶：香港電影導演、編劇、製作人（1967年小六）[15]
- 葉惠康：香港兒童合唱團創辦人
- 石信之：指揮家、作曲家、前香港中樂團音樂總監及首席指揮、職訓局交響樂團及合唱團藝術掌舵人、芬蘭航空公司香港區代言人（1958年小六）[4]
- 陳智德：筆名陳滅、香港詩人、作家
- 梁文道：牛棚書院院長、前商業電台一台總監
- 關錦鵬：香港電影金像獎最佳導演（1970年小六）[16]
- 羅乃萱，MH：香港著名作家、家庭基建發展總監
- 何國鉦：香港時裝設計師
- 林匡正：第四屆香港書獎雙料得主、八十後青年作家、網台主持
- 張佳添：著名音樂人
- 鄭政恆：作家、著名影評人
- 張浩毓：著名攝影家、數學家、編劇
- 吳楚帆：華南影帝
- 曹誠淵：香港舞蹈家（1967年小六）[15]
- 曾慶瑜：1978香港小姐第三名 (其母親曾於培正小學任教普通話)
- 曾慶珏：前香港女配音員（1967年小六）[15]
- 黃杏秀：息影藝人，陳百祥太太（1967年小六）[15]
- 鍾慧冰：1979香港小姐第三名 (其姊曾於培正小學任教音樂科)
- 陳鍵鋒：香港藝人
- 歐倩怡：息影藝人，郭晉安前妻
- 陳敬創：香港電台節目主持人
- 蔡少芬：香港藝人
- 黃安琪：前無綫電視體育節目主持
- 丁偉傑：now寬頻電視足球評述員
- 葉望風：著名魔術師
- 方子傑：世界記憶大師
- 張丕德：著名籃球評述員
- 文頌嫻：香港藝人
- 鄧健泓：香港藝人
- 胡渭康：香港藝人
- 何啟南：香港男演員
- 黃啟昌：香港配音員（1994年）
- 梁善知：香港女歌手，無綫電視節目《聲夢JUNIOR》及《聲夢傳奇2》的學員。

### 體育界
- 梁孔德，MH：前香港足球總會主席
- 韋基舜：香港商人及體育界人士（小學部）[17]

### 傳媒界
- 何重恩：香港電台中文台台長
- 梁家榮：前無綫電視總監、前亞洲電視新聞高級副總裁及前廣播處長（1964年小六）[9]
- 梁家權：香港傳媒人
- 陳興昌：前亞洲電視新聞部記者主播
- 文宇軒：無綫電視新聞部體育新聞記者
- 何力高：前無綫電視新聞部及亞洲電視新聞部記者、無綫電視演員、現任香港培正中學校長
- 林敏婷：now寬頻電視財經資訊部主播
- 陳珮瑩：前無綫新聞主播 / 記者、現任職業訓練局公關
- 陳任：已故唱片騎師（1956年小六）[18]

## 爭議
培正小學曾經接受校友顧明均的捐款以供興建校舍新翼。但顧其後發現辦學團體經其他渠道籌得的款項已足夠支付建築費，認為自己被誤導，故此入稟香港高等法院追還捐款。法院其後判顧勝訴，辦學團體香港浸信會聯會（浸聯會）雖然歸還捐款本金，但未向顧支付利息及其他費用共1419萬港元，故此顧於2016年再申請清盤香港浸信會聯會，最後顧明均勝訴，追回1419萬元利息等費用。但校方亦曾經為事件作出聲明，故此顧明均又於2017年控告浸聯會誹謗。同年，法院判顧明均勝訴。

## 資料來源
1. 1 2   (PDF). 香港浸信會聯會. 2018  [2023-01-02]. （原始内容存档 (PDF)于2023-01-02）. （页面存档备份，存于）
2. ↑  . 香港培正中學.   [2012-05-27]. （原始内容存档于2011-12-29）. （页面存档备份，存于）
3. ↑  . 星島日報. 2015-10-15  [2019-10-11]. （原始内容存档于2019-10-10）. （页面存档备份，存于）
4. 1 2  . 華僑日報. 1958-07-15: 14  [2022-04-16].
5. ↑  齊禧慶. . 中華書局(香港)有限公司. 2022: 318.
6. 1 2  . 華僑日報. 1962-07-14: 13  [2022-04-10]. （原始内容存档于2022-08-19）. （页面存档备份，存于）
7. ↑   (PDF). 星島日報. 2015-07-16  [2022-04-17]. （原始内容 (PDF)存档于2022-06-04）. （页面存档备份，存于）
8. 1 2  . 華僑日報. 1952-07-08: 13  [2022-04-21]. （原始内容存档于2022-08-19）. （页面存档备份，存于）
9. 1 2  . 華僑日報. 1964-07-11: 15  [2022-04-23]. （原始内容存档于2022-08-19）. （页面存档备份，存于）
10. ↑  盧子健、何安達. . 天地圖書. 1994: 637.
11. ↑  . 華僑日報. 1961-07-13: 15  [2024-11-24].
12. ↑  祥珉. . 珠海出版社. 1999: 89.
13. ↑  . 香港工商日報. 1959-07-13: 6  [2022-04-30]. （原始内容存档于2022-08-19）. （页面存档备份，存于）
14. ↑  周光蓁. . 三聯書店(香港). 2017: 272.
15. 1 2 3 4  . 華僑日報. 1967-07-15: 15  [2022-03-16]. （原始内容存档于2022-03-17）. （页面存档备份，存于）
16. ↑  . 華僑日報. 1970-07-04: 13  [2022-03-30]. （原始内容存档于2022-08-19）. （页面存档备份，存于）
17. ↑  次文化堂. .   [2022-10-28]. （原始内容存档于2022-10-28）. （页面存档备份，存于）
18. ↑  . 華僑日報. 1956-07-15: 9  [2022-04-18]. （原始内容存档于2022-08-19）. （页面存档备份，存于）
19. ↑  . 東方日報 (香港). 2014-07-18  [2021-01-02]. （原始内容存档于2014-09-20）. （页面存档备份，存于）
20. ↑  . on.cc東網 (香港). 2016-11-04  [2021-01-02]. （原始内容存档于2021-10-12）. （页面存档备份，存于）
21. ↑  . 明報新聞網即時新聞. 2017年3月29日  [2021年1月2日]. （原始内容存档于2022年4月26日）. （页面存档备份，存于）
22. ↑  陳雯慧. . 香港01. 2017-10-30  [2021-01-02]. （原始内容存档于2021-10-12）. （页面存档备份，存于）